# Друзья по палате
«Друзья по палате» — дебютный мини-альбом рок-группы «Звери», релиз которого состоялся 15 сентября 2017 года.

## Информация об альбоме
В начале августа 2017 года был анонсирован предстоящий выпуск альбома. В том же месяце 18 числа альбом стал доступным для предзаказа на цифровых площадках. Альбом записывался на студии Mars Records, Звери Records и на студии Добролет, сведением «Друзья по палате» занимался Дмитрий Добрый, фотографии к альбому предоставил Олег Зотов. Фотосессия для оформления альбома проходила в одной из московских больниц медицинские атрибуты были предоставлены сотрудниками стационара. В ноябре 17 числа 2017 года состоялся благотворительный концерт в Лондоне на площадке Under the Bridge группа выступила с акустическим концертом «Друзья по палате» в поддержку творческих инициатив центра социальной абилитации взрослых людей страдающих аутизмом «Антон тут рядом».
Когда к нам обратились ребята из Центра «Антон тут рядом» и фонда Alma Mater и рассказали идею проекта, то сразу стало понятно, что надо идти под флагом «Друзья по палате» вместе. Это выражение стало живой метафорой, которая объясняет миссию проекта, — говорит Рома Зверь.
В декабре 2017 года был представлен тизер к грядущему клипу «Весело», 24 февраля 2018 года было продемонстрировано само видео на платформе YouTube в 20:00 по московскому времени. Срежиссировал видеоклип лично Роман Билык клип снимался в одной квартире. В начале второй половины сентября был выпущен ограниченный тираж альбома «Друзья по палате» количеством 100 копий подписанный автографом Романа Билыка. Название для мини-альбома было заимствовано из строк заглавной песни «Разум». В самой песне можно услышать отрывок произведения «Палата № 6» Антона Павловича Чехова. Для композиции «Сразу» текст дорабатывали во время записи. Все тексты песен написаны Виктором Бондаревым и Валерием Полиенко в соавторстве с Романом Билыком. Презентация альбома прошла в московском клубе «16 Тонн» 17 октября 2017 года. В феврале 2018 года был анонсирован будущий тур группы который стартовал в марте 2018 года.

## Список композиций
Все тексты написаны Бондаревым, Полиенко и Билыком, вся музыка написана группой «Звери».
| №                   | Название            | Длительность |
| ------------------- | ------------------- | ------------ |
| 1.                  | «Разум»             | 3:55         |
| 2.                  | «Сразу»             | 2:30         |
| 3.                  | «Идите к чёрту»     | 2:53         |
| 4.                  | «Весело»            | 3:53         |
| 5.                  | «Танцуй – 2»        | 4:05         |
| Общая длительность: | Общая длительность: | 17:16        |

## Участники записи
| Звери - Рома Зверь — гитары, вокал. - Герман Осипов — гитары. - Вячеслав Зарубов — клавишные. - Кирилл Афонин — бас-гитара. - Валентин Тарасов — барабаны. | В создании альбома также принимали участие - Дмитрий Добрый — звукорежиссёр, запись, сведение. - Олег Зотов — фотограф, оформление. |

## Рецензии
«Звери» выросли и уже не пытаются прикидываться кумирами тинейджеров. Их публика выросла и уже не уделяет столько внимания кумирам юности. Тексты новых песен вроде «Разума» и «Сразу» стали более интересными, но где та публика, которая будет разбирать их на атомы? Драйв группа выдаёт вполне профессионально и в нужной концентрации, но внимательные слушатели заметят недостаток животной молодецкой удали. «Звери» играют на классе, но прежние приёмы работают всё хуже — и в новом макси-сингле публика скорее оценит треки «Идите к чёрту» и «Весело», наименее похожие на «классических» «Зверей». — Алексей Мажаев, InterMedia